# Alexander Avancini
Alexander Avancini (Bolzano, 6 gennaio 1980) è un ex hockeista su ghiaccio italiano.

## Carriera

### Club
Ha giocato per quasi tutta la sua carriera con la maglia dell'Hockey Club Bolzano, con cui ha vinto uno scudetto (1999-2000), due coppe Italia (2003-2004 e 2006-2007) ed una supercoppa italiana (2004).
Per la stagione 2007-2008 è passato in seconda serie con la maglia dell'Hockey Club Merano.

### Nazionale
Con la maglia della nazionale azzurra Under-18 ha disputato una edizione del campionato europeo di categoria, gruppo B.
Ha poi vestito la maglia della nazionale maggiore, con cui ha preso parte anche al Campionato mondiale di hockey su ghiaccio - Prima Divisione 2003.